# NGC 1271
NGC 1271 (другие обозначения — ZWG 540.96, PGC 12367) — линзообразная галактика (S0) в созвездии Персей.
Этот объект входит в число перечисленных в оригинальной редакции «Нового общего каталога».
В центре галактики NGC 1271 находится сверхмассивная чёрная дыра массой 3 миллиарда солнечных масс. При этом галактика обладает высокой скоростью вращения.